# Paweł Fajdek
Paweł Fajdek (ur. 4 czerwca 1989 w Świebodzicach) – polski lekkoatleta specjalizujący się w rzucie młotem, pięciokrotny mistrz świata w tej konkurencji, w tym najmłodszy mistrz świata w historii (2013), mistrz Europy (2016), brązowy medalista olimpijski (2021), rekordzista Polski.
Wychowany w Żarowie. Mistrz Świata z 2013, 2015, 2017, 2019 i 2022 roku, złoty (2016) i dwukrotnie srebrny (2014, 2018) medalista mistrzostw Europy. Pięciokrotnie wygrywał klasyfikację IAAF Hammer Throw Challenge (2013, 2015, 2016, 2017, 2019). Jest też czterokrotnym mistrzem Uniwersjady (2011, 2013, 2015, 2017), złotym medalistą Igrzysk frankofońskich (2013) i młodzieżowym mistrzem Europy (2011). Uczestnik igrzysk olimpijskich 2012 w Londynie oraz igrzysk olimpijskich 2016 w Rio de Janeiro (dwukrotnie odpadł w kwalifikacjach). Na Igrzyskach Olimpijskich w Tokio (2021) zdobył brązowy medal.
Jego rekord życiowy 83,93 m ustanowiony 9 sierpnia 2015 w Szczecinie jest aktualnym rekordem Polski.

## Kariera
Międzynarodową karierę rozpoczynał od zajęcia czwartej pozycji podczas mistrzostw świata juniorów (Bydgoszcz 2008). W 2009 zajął 8. miejsce podczas młodzieżowych mistrzostw Europy w Kownie, a dwa lata później zdobył złoto tych zawodów. W 2011 został złotym medalistą uniwersjady (sukces ten powtórzył w 2013, 2015 i 2017).
Reprezentant Polski w meczach międzypaństwowych, drużynowym czempionacie Starego Kontynentu oraz zimowym pucharze Europy w rzutach lekkoatletycznych. Stawał na podium mistrzostw Polski seniorów zdobywając: cztery złote (Bielsko-Biała 2012, Szczecin 2014, Kraków 2015 i Bydgoszcz 2016), jeden srebrny (Bydgoszcz 2011) oraz trzy brązowe medale (Bydgoszcz 2009, Bielsko-Biała 2010 oraz Toruń 2013). Fajdek jest mistrzem Polski juniorów z 2008 oraz trzykrotnym młodzieżowym mistrzem kraju (Bielsko-Biała 2009, Kraków 2010 i Gdańsk 2011).

### 2013
W 2013 sięgnął po złoto mistrzostw świata w Moskwie, uniwersjady oraz igrzysk frankofońskich. Wygrał również klasyfikację IAAF Hammer Throw Challenge.
Na koniec 2013 zajął trzecie miejsce w plebiscycie na europejskiego lekkoatletę roku organizowanym przez European Athletics. Fajdek zdobył również po raz pierwszy Złote Kolce – nagrodę dla najlepszego polskiego lekkoatlety sezonu oraz zajął 3. miejsce w tradycyjnym Plebiscycie Przeglądu Sportowego.

### 2014
31 stycznia 2014 został w Bydgoszczy halowym mistrzem Polski w po raz pierwszy organizowanej rywalizacji w rzucie ciężarkiem. Wynik, który tam uzyskał (23,22) był jednocześnie nowym rekordem Polski i najlepszym w b. r. wynikiem w Europie.
15 marca 2014 w Leirii wygrał zawody Zimowego pucharu Europy w rzutach, pokonując wynikiem 78,75 m Krisztiána Parsa.
16 sierpnia 2014 został w Zürichu z wynikiem 82,05 wicemistrzem Europy, a kilka dni później podczas Memoriału Kamili Skolimowskiej w Warszawie ustanowił rekord Polski – 83,48.
6 września 2014 wygrał w Rieti rezultatem 81,11 finałowe zawody IAAF Hammer Throw Challenge, w łącznej klasyfikacji zajął 2. miejsce.

### 2015
Został członkiem honorowego komitetu poparcia Bronisława Komorowskiego przed wyborami prezydenckimi w Polsce w 2015.
Po raz drugi zdobył mistrzostwo świata i wygrał klasyfikację IAAF Hammer Throw Challenge. Po raz trzeci zdobył złoty medal Uniwersjady. W sezonie poniósł tylko jedną porażkę (w zimowym pucharze Europy w rzutach).
9 sierpnia w Szczecinie, podczas Memoriału Janusza Kusocińskiego poprawił o 35 cm własny rekord Polski. Osiągnięcia te sprawiły, że po raz drugi w karierze zdobył Złote Kolce, a w plebiscycie Track and Field News na najlepszego lekkoatletę świata zajął 5. miejsce.

### 2016
W Amsterdamie został mistrzem Europy, triumfował też w łącznej klasyfikacji IAAF Hamer Throw Challenge. Był niepokonany we wszystkich startach aż do igrzysk olimpijskich w Rio de Janeiro, gdzie nieoczekiwanie zajął dopiero 17. miejsce w eliminacjach z bardzo słabym wynikiem 72,00 m. Najlepszy wynik sezonu (również w świecie) – 82,47 m uzyskał już po igrzyskach, podczas Memoriału Kamili Skolimowskiej w Warszawie, 28 sierpnia 2016 r.

### 2017
Po raz trzeci z rzędu zdobył mistrzostwo świata z wynikiem 79,81, po raz czwarty z kolei został mistrzem uniwersjady, a także po raz czwarty w karierze wygrał klasyfikację IAAF Hammer Throw Challenge.

### 2018
7 sierpnia 2018 zdobył srebrny medal na Mistrzostwach Europy w lekkoatletyce, uzyskując wynik 78,69 m. W 2019 roku, 3.10 został po raz 4 mistrzem świata, dorównując Anicie Włodarczyk zdobywając 15 medal w rzucie młotem dla Polski.

### 2019
Po raz czwarty z rzędu zdobył mistrzostwo świata z wynikiem 80,50.

## Rekordy życiowe
- młot seniorski o wadze 7,26 kg – 83,93 m (9 sierpnia 2015, Szczecin) – rekord Polski
- młot o wadze 6,0 kg – 75,31 m (12 lipca 2008, Bydgoszcz)
- młot o wadze 5,0 kg – 69,97 m (27 lipca 2006, Łódź)

## Progresja wyników
| Rok  | Odległość (m)               | Miejsce w tabelach światowych | Źródło |
| ---- | --------------------------- | ----------------------------- | ------ |
| 2003 | 36,29 – 5 kg                | –                             | [ 15 ] |
| 2004 | 53,49 – 5 kg                | –                             | [ 16 ] |
| 2005 | 51,55 – 6 kg (62,79 – 5 kg) | –                             | [ 17 ] |
| 2006 | 60,17 – 6 kg (69,97 – 5 kg) | –                             | [ 18 ] |
| 2007 | 68,32 – 6 kg                | –                             | [ 19 ] |
| 2008 | 64,58 (75,31 – 6 kg)        | –                             | [ 20 ] |
| 2009 | 72,36                       | 69.                           | [ 21 ] |
| 2010 | 76,07                       | 35.                           | [ 21 ] |
| 2011 | 78,54                       | 15.                           | [ 22 ] |
| 2012 | 81,39                       | 3.                            | [ 23 ] |
| 2013 | 82,27                       | 2.                            | [ 24 ] |
| 2014 | 83,48                       | 1.                            | [ 25 ] |
| 2015 | 83,93                       | 1.                            | [ 26 ] |
| 2016 | 82,47                       | 1.                            | [ 27 ] |
| 2017 | 83,44                       | 1.                            | [ 28 ] |
| 2018 | 81,14                       | 2.                            | [ 29 ] |
| 2019 | 80,88                       | 2.                            | [ 30 ] |
| 2020 | 79,81                       | 4.                            | [ 31 ] |
| 2021 | 82,98                       | 1.                            | [ 32 ] |
| 2022 | 81,98                       | 2.                            | [ 33 ] |
| 2023 | 80,00                       | 6.                            | [ 34 ] |
| 2024 | 80,02                       | 7.                            | [ 35 ] |

## Osiągnięcia
| Rok  | Impreza                                 | Miejsce              | Lokata            | Wynik  |
| ---- | --------------------------------------- | -------------------- | ----------------- | ------ |
| 2008 | Mistrzostwa świata juniorów             | Bydgoszcz            | 4. miejsce        | 75,31  |
| 2009 | Młodzieżowe mistrzostwa Europy          | Kowno                | 8. miejsce        | 68,70  |
| 2010 | Zimowy puchar Europy w rzutach          | Arles                | 5. miejsce        | 57,07  |
| 2010 | Mecz młodzieżowców Polska-Niemcy        | Bydgoszcz            | 1. miejsce        | 72,14  |
| 2011 | Superliga drużynowych mistrzostw Europy | Sztokholm            | 2. miejsce        | 76,98  |
| 2011 | Młodzieżowe mistrzostwa Europy          | Ostrawa              | 1. miejsce        | 78,54  |
| 2011 | Uniwersjada                             | Shenzhen             | 1. miejsce        | 78,14  |
| 2011 | Mistrzostwa świata                      | Daegu                | 11. miejsce       | 75,20  |
| 2011 | IAAF Hammer Throw Challenge             |                      | 9. miejsce        | 226,98 |
| 2012 | Igrzyska olimpijskie                    | Londyn               | –                 | NM     |
| 2012 | IAAF Hammer Throw Challenge             |                      | 2. miejsce        | 236,47 |
| 2013 | Zimowy puchar Europy w rzutach          | Castelló de la Plana | 3. miejsce        | 75,52  |
| 2013 | Superliga drużynowych mistrzostw Europy | Gateshead            | 1. miejsce        | 77,00  |
| 2013 | Uniwersjada                             | Kazań                | 1. miejsce        | 79,99  |
| 2013 | Mistrzostwa świata                      | Moskwa               | 1. miejsce        | 81,97  |
| 2013 | IAAF Hammer Throw Challenge             |                      | 1. miejsce        | 244,23 |
| 2013 | Igrzyska frankofońskie                  | Nicea                | 1. miejsce        | 78,28  |
| 2014 | Zimowy puchar Europy w rzutach          | Leiria               | 1. miejsce        | 78,75  |
| 2014 | Superliga drużynowych mistrzostw Europy | Brunszwik            | 2. miejsce        | 75,26  |
| 2014 | Mistrzostwa Europy                      | Zurych               | 2. miejsce        | 82,05  |
| 2014 | IAAF Hammer Throw Challenge             |                      | 2. miejsce        | 241,49 |
| 2014 | Puchar Interkontynentalny               | Marrakesz            | 3. miejsce        | 78,05  |
| 2015 | Zimowy puchar Europy w rzutach          | Leiria               | 2. miejsce        | 76,19  |
| 2015 | Superliga drużynowych mistrzostw Europy | Czeboksary           | 1. miejsce        | 81,64  |
| 2015 | Uniwersjada                             | Gwangju              | 1. miejsce        | 80,05  |
| 2015 | Mistrzostwa świata                      | Pekin                | 1. miejsce        | 80,88  |
| 2015 | IAAF Hammer Throw Challenge             |                      | 1. miejsce        | 248,01 |
| 2016 | Mistrzostwa Europy                      | Amsterdam            | 1. miejsce        | 80,93  |
| 2016 | Igrzyska olimpijskie                    | Rio de Janeiro       | el. – 17. miejsce | 72,00  |
| 2016 | IAAF Hammer Throw Challenge             |                      | 1. miejsce        | 242,89 |
| 2017 | Superliga drużynowych mistrzostw Europy | Lille                | 1. miejsce        | 78,29  |
| 2017 | Mistrzostwa świata                      | Londyn               | 1. miejsce        | 79,81  |
| 2017 | Uniwersjada                             | Tajpej               | 1. miejsce        | 79,16  |
| 2017 | IAAF Hammer Throw Challenge             |                      | 1. miejsce        | 248,48 |
| 2018 | Puchar Europy w rzutach                 | Leiria               | 1. miejsce        | 77,30  |
| 2018 | Mistrzostwa Europy                      | Berlin               | 2. miejsce        | 78,69  |
| 2018 | IAAF Hammer Throw Challenge             |                      | 2. miejsce        | 240,04 |
| 2019 | Mecz Europa – USA                       | Mińsk                | 1. miejsce        | 80,71  |
| 2019 | Mistrzostwa świata                      | Doha                 | 1. miejsce        | 80,50  |
| 2019 | IAAF Hammer Throw Challenge             |                      | 1. miejsce        | 241,86 |
| 2021 | Puchar Europy w rzutach                 | Split                | 4. miejsce        | 74,48  |
| 2021 | Superliga drużynowych mistrzostw Europy | Chorzów              | 1. miejsce        | 82,98  |
| 2021 | Igrzyska olimpijskie                    | Tokio                | 3. miejsce        | 81,53  |
| 2022 | Mistrzostwa świata                      | Eugene               | 1. miejsce        | 81,98  |
| 2022 | Mistrzostwa Europy                      | Monachium            | 4. miejsce        | 79,15  |
| 2023 | Puchar Europy w rzutach                 | Leiria               | 6. miejsce        | 72,57  |
| 2023 | Mistrzostwa świata                      | Budapeszt            | 4. miejsce        | 80,00  |
| 2024 | Mistrzostwa Europy                      | Rzym                 | 6. miejsce        | 77,50  |
| 2024 | Igrzyska olimpijskie                    | Paryż                | 5. miejsce        | 78,80  |
| 2025 | I dywizja drużynowych mistrzostw Europy | Madryt               | –                 | NM     |

## Odznaczenia i wyróżnienia
- Złoty Krzyż Zasługi (2015)[36]
- Krzyż Kawalerski Orderu Odrodzenia Polski (2021)[37]
- Wielka Honorowa Nagroda Sportowa za 2013 i 2019 rok[38].